# Leichtathletik-Weltmeisterschaften 2023/400 m der Männer

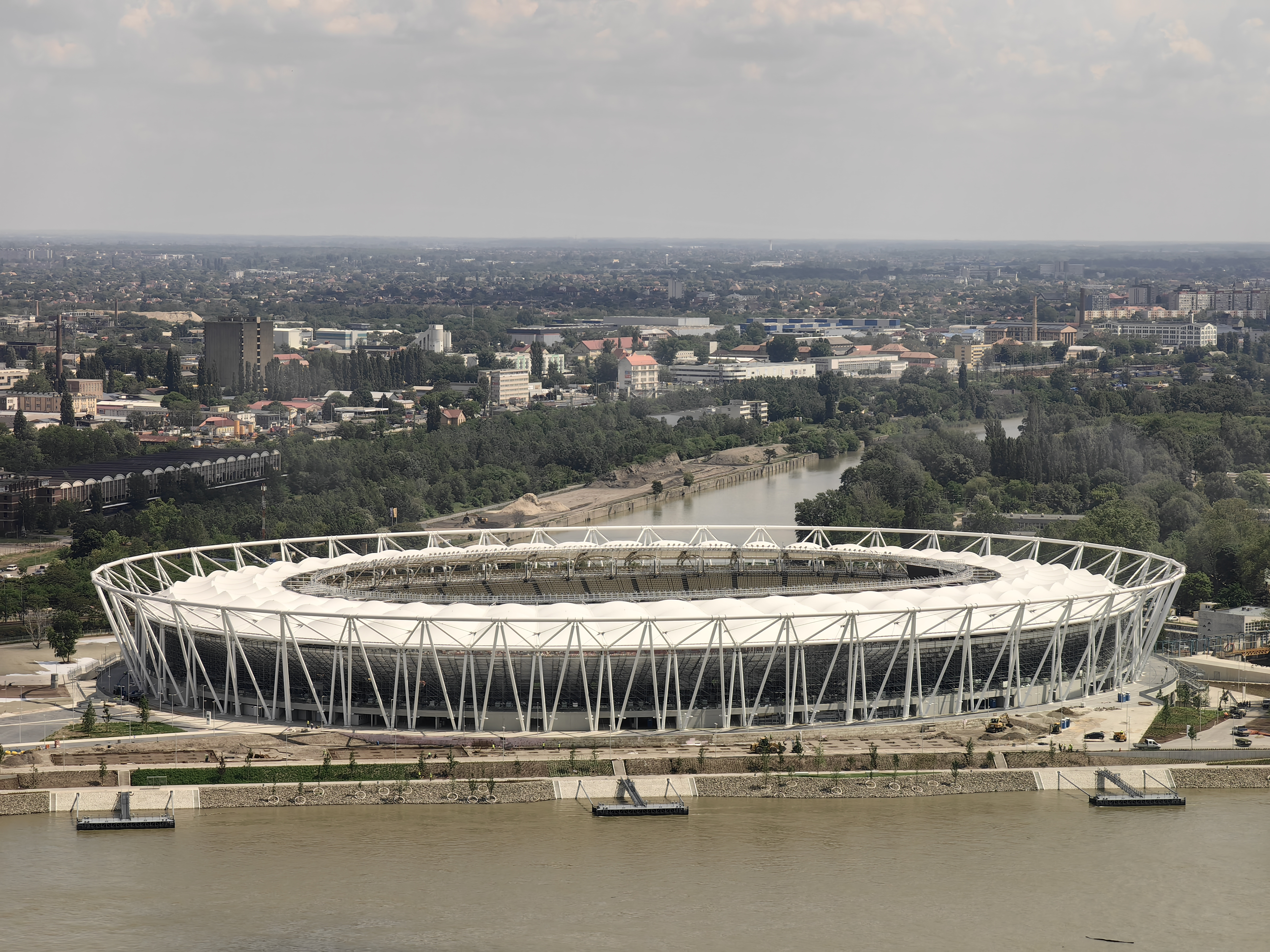
Nemzeti Atlétikai Központ im Mai 2023

Der 400-Meter-Lauf der Männer bei den Leichtathletik-Weltmeisterschaften 2023 fand vom 20. bis 24. August 2023 im Stadion Nemzeti Atlétikai Központ der ungarischen Hauptstadt Budapest statt.
44 Athleten aus 31 Ländern nahmen an dem Wettbewerb teil.
Weltmeister wurde der Jamaikaner Antonio Watson. Er siegte vor dem Briten Matthew Hudson-Smith. Bronze ging an den US-Amerikaner Quincy Hall.

## Rekorde

### Bestehende Rekorde
| Weltrekord               | Wayde van Niekerk | 43,03 s | OS Rio de Janeiro, Brasilien | 14. August 2016 |
| Weltmeisterschaftsrekord | Michael Johnson   | 43,18 s | WM Sevilla, Spanien          | 26. August 1999 |

Der bestehende Championshiprekord (CR) wurde bei diesen Weltmeisterschaften nicht erreicht. Die schnellste Zeit erzielte der jamaikanische Weltmeister Antonio Watson im ersten Halbfinale am 22. August mit 44,13 s, womit er 95 Hundertstelsekunden über dem Rekord blieb. Zum Weltrekord fehlten ihm 1,15 Sekunden.
Es wurde ein Kontinentalrekord aufgestellt und es gab drei neue Landesrekorde.
- Kontinentalrekord (Europarekord):
  - 44,26 s – Matthew Hudson-Smith (Großbritannien), zweites Halbfinale am 22. August
- Landesrekorde:
  - 44,77 s – Kentarō Satō (Japan), erster Vorlauf am 20. August
  - 44,84 s – Attila Molnár (Ungarn), erster Vorlauf am 20. August
  - 44,39 s – Håvard Bentdal Ingvaldsen (Norwegen), dritter Vorlauf am 20. August

## Legende
Kurze Übersicht zur Bedeutung der Symbolik – so üblicherweise auch in sonstigen Veröffentlichungen verwendet:
- Kontinentalrekord (AR: area record) – ER (Europarekord)
- NR: nationaler Rekord
- DSQ: disqualifiziert
- DNS: nicht am Start (did not start)
- DNF: Wettkampf nicht beendet (did not finish)
- IWR: Internationale Wettkampfregeln
- TR: Technische Regeln

## Vorläufe
Aus den sechs Vorläufen qualifizierten sich die jeweils drei Ersten jedes Laufes – hellblau unterlegt – und zusätzlich die sechs Zeitschnellsten – hellgrün unterlegt – für das Halbfinale.

### Lauf 1

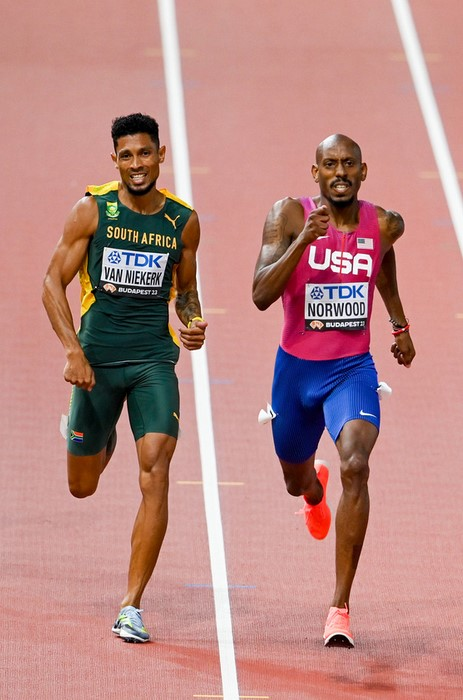
Wayde van Niekerk (links) und Vernon Norwood im ersten Halbfinale

20. August 2023, 10:26 Uhr Ortszeit
| Platz | Athlet           | Land      | Zeit (s) |
| ----- | ---------------- | --------- | -------- |
| 1     | Steven Gardiner  | Bahamas   | 44,65000 |
| 2     | Kentarō Satō     | Japan     | 44,77 NR |
| 3     | Attila Molnár    | Ungarn    | 44,84 NR |
| 4     | Zakithi Nene     | Südafrika | 44,88000 |
| 5     | Michael Joseph   | St. Lucia | 45,04000 |
| 6     | Aruna Dharshana  | Sri Lanka | 45,70000 |
| 7     | Boniface Mweresa | Kenia     | 45,91000 |

### Lauf 2
20. August 2023, 10:33 Uhr Ortszeit
| Platz | Athlet               | Land           | Zeit (s)                           |
| ----- | -------------------- | -------------- | ---------------------------------- |
| 1     | Wayde van Niekerk    | Südafrika      | 44,57                              |
| 2     | Matthew Hudson-Smith | Großbritannien | 44,69                              |
| 3     | Liemarvin Bonevacia  | Niederlande    | 44,78                              |
| 4     | Collen Kebinatshipi  | Botswana       | 44,80                              |
| 5     | Elián Larregina      | Argentinien    | 45,42                              |
| 6     | Alonzo Russell       | Bahamas        | 46,95                              |
| DSQ   | Anthony Zambrano     | Kolumbien      | IWR 163, TR17.3.1 – Bahnübertreten |

### Lauf 3
20. August 2023, 10:41 Uhr Ortszeit
| Platz | Athlet                    | Land                | Zeit (s) |
| ----- | ------------------------- | ------------------- | -------- |
| 1     | Håvard Bentdal Ingvaldsen | Norwegen            | 44,39 NR |
| 2     | Vernon Norwood            | USA                 | 44,87000 |
| 3     | Jereem Richards           | Trinidad und Tobago | 45,15000 |
| 4     | Dylan Borlée              | Belgien             | 45,24000 |
| 5     | Oleksandr Pohorilko       | Ukraine             | 45,37000 |
| 6     | João Coelho               | Portugal            | 45,38000 |
| 7     | Jonathan Jones            | Barbados            | 46,03000 |
| DNS   | Ricky Petrucciani         | Schweiz             |          |

### Lauf 4
20. August 2023, 10:49 Uhr Ortszeit
| Platz | Athlet                  | Land     | Zeit (s)                           |
| ----- | ----------------------- | -------- | ---------------------------------- |
| 1     | Kirani James            | Grenada  | 44,91                              |
| 2     | Fuga Satō               | Japan    | 44,97                              |
| 3     | Sean Bailey             | Jamaika  | 44,98                              |
| 4     | Davide Re               | Italien  | 45,07                              |
| 5     | Leungo Scotch           | Botswana | 45,20                              |
| 6     | Dubem Nwachukwu         | Nigeria  | 45,60                              |
| 7     | Gustav Lundholm Nielsen | Dänemark | 45,66                              |
| 8     | Carl Bengtström         | Schweden | IWR 163, TR17.3.1 – Bahnübertreten |

### Lauf 5
20. August 2023, 10:57 Uhr Ortszeit
| Platz | Athlet                | Land      | Zeit (s) |
| ----- | --------------------- | --------- | -------- |
| 1     | Antonio Watson        | Jamaika   | 44,77    |
| 2     | Quincy Hall           | USA       | 44,86    |
| 3     | Yuki Joseph Nakajima  | Japan     | 45,15    |
| 4     | Lythe Pillay          | Südafrika | 45,58    |
| 5     | Lionel Spitz          | Schweiz   | 45,69    |
| 6     | Karol Zalewski        | Polen     | 46,53    |
| 7     | Christopher O’Donnell | Irland    | 46,76    |
| DNF   | DeSean Boyce          | Barbados  |          |

### Lauf 6
20. August 2023, 11:05 Uhr Ortszeit
Wind: −0,1 m/s
| Platz | Athlet          | Land        | Zeit (s) |
| ----- | --------------- | ----------- | -------- |
| 1     | Bayapo Ndori    | Botswana    | 44,72    |
| 2     | Alexander Doom  | Belgien     | 44,92    |
| 3     | Zandrion Barnes | Jamaika     | 45,05    |
| 4     | Lucas Carvalho  | Brasilien   | 45,34    |
| 5     | Manuel Sanders  | Deutschland | 45,34    |
| 6     | Matěj Krsek     | Tschechien  | 45,99    |
| 7     | Bryce Deadmon   | USA         | 46,20    |

## Halbfinale
Aus den drei Halbfinalläufen qualifizierten sich die jeweils zwei Ersten jedes Laufes – hellblau unterlegt – und zusätzlich die zwei Zeitschnellsten – hellgrün unterlegt – für das Finale.

### Lauf 1
22. August 2023, 21:00 Uhr Ortszeit
| Platz | Athlet            | Land                | Zeit (s) |
| ----- | ----------------- | ------------------- | -------- |
| 1     | Antonio Watson    | Jamaika             | 44,13    |
| 2     | Vernon Norwood    | USA                 | 44,26    |
| 3     | Wayde van Niekerk | Südafrika           | 44,65    |
| 4     | Jereem Richards   | Trinidad und Tobago | 44,76    |
| 5     | Kentarō Satō      | Japan               | 44,99    |
| 6     | Attila Molnár     | Ungarn              | 45,02    |
| 7     | Michael Joseph    | St. Lucia           | 45,50    |
| 8     | Leungo Scotch     | Botswana            | 45,96    |

### Lauf 2
22. August 2023, 21:08 Uhr Ortszeit
| Platz | Athlet                    | Land           | Zeit (s) |
| ----- | ------------------------- | -------------- | -------- |
| 1     | Matthew Hudson-Smith      | Großbritannien | 44,26 ER |
| 2     | Kirani James              | Grenada        | 44,58000 |
| 3     | Håvard Bentdal Ingvaldsen | Norwegen       | 44,70000 |
| 4     | Fuga Satō                 | Japan          | 44,88000 |
| 5     | Liemarvin Bonevacia       | Niederlande    | 45,23000 |
| 6     | Zandrion Barnes           | Jamaika        | 45,38000 |
| 7     | Dylan Borlée              | Belgien        | 45,59000 |
| 8     | Collen Kebinatshipi       | Botswana       | 46,39000 |

### Lauf 3
22. August 2023, 21:16 Uhr Ortszeit
| Platz | Athlet               | Land      | Zeit (s) |
| ----- | -------------------- | --------- | -------- |
| 1     | Quincy Hall          | USA       | 44,43    |
| 2     | Sean Bailey          | Jamaika   | 44,94    |
| 3     | Yuki Joseph Nakajima | Japan     | 45,04    |
| 4     | Davide Re            | Italien   | 45,29    |
| 5     | Alexander Doom       | Belgien   | 45,57    |
| 6     | Zakithi Nene         | Südafrika | 45,64    |
| DNF   | Steven Gardiner      | Bahamas   |          |
| DNF   | Bayapo Ndori         | Botswana  |          |

## Finale

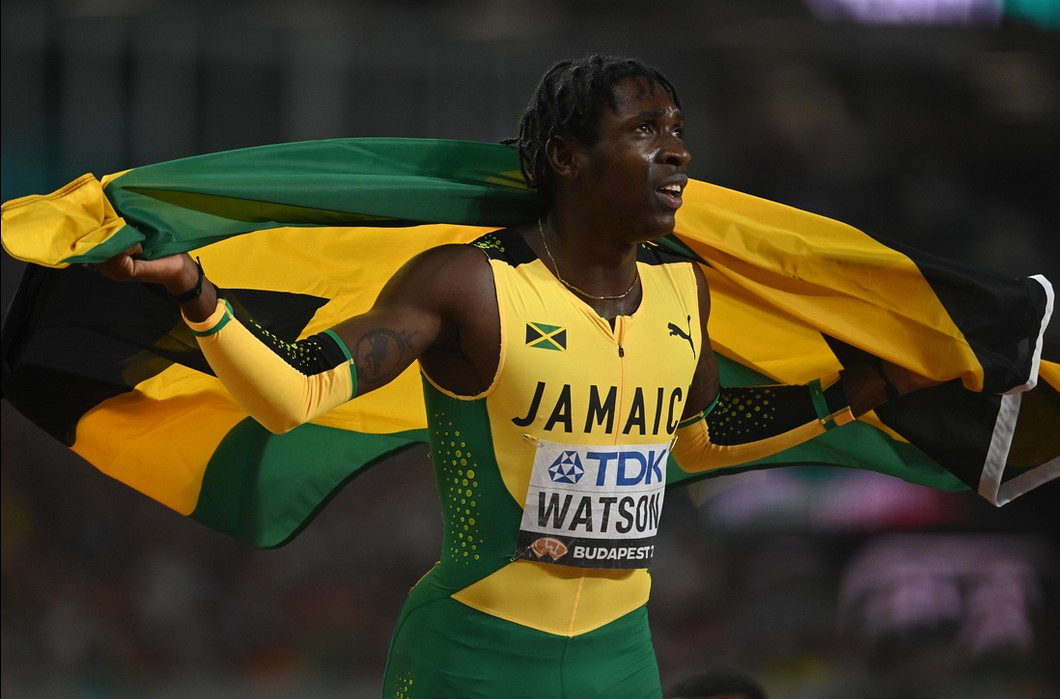
Weltmeister Antonio Watson

24. August 2023, 21:34 Uhr Ortszeit
Wind: −0,1 m/s
| Platz | Athlet                    | Land           | Zeit (s)                           |
| ----- | ------------------------- | -------------- | ---------------------------------- |
|       | Antonio Watson            | Jamaika        | 44,22                              |
|       | Matthew Hudson-Smith      | Großbritannien | 44,31                              |
|       | Quincy Hall               | USA            | 44,37                              |
| 4     | Vernon Norwood            | USA            | 44,39                              |
| 5     | Sean Bailey               | Jamaika        | 44,96                              |
| 6     | Håvard Bentdal Ingvaldsen | Norwegen       | 45,08                              |
| 7     | Wayde van Niekerk         | Südafrika      | 45,11                              |
| DSQ   | Kirani James              | Grenada        | IWR 163, TR17.3.1 – Bahnübertreten |

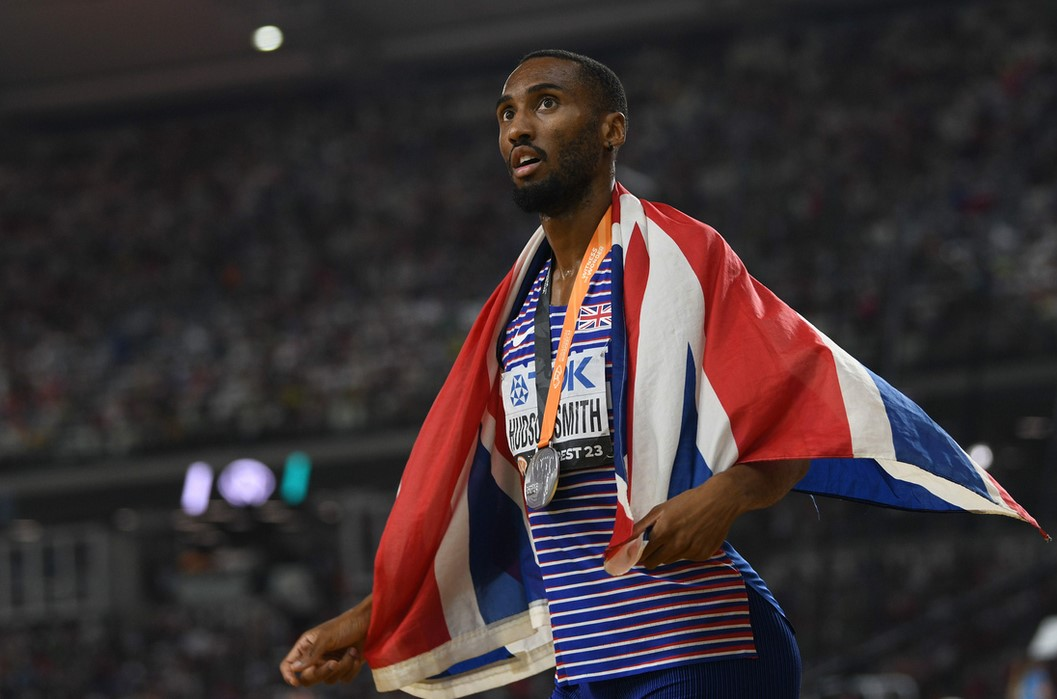
Vizeweltmeister Matthew Hudson-Smith hatte im Halbfinale einen neuen Europarekord aufgestellt
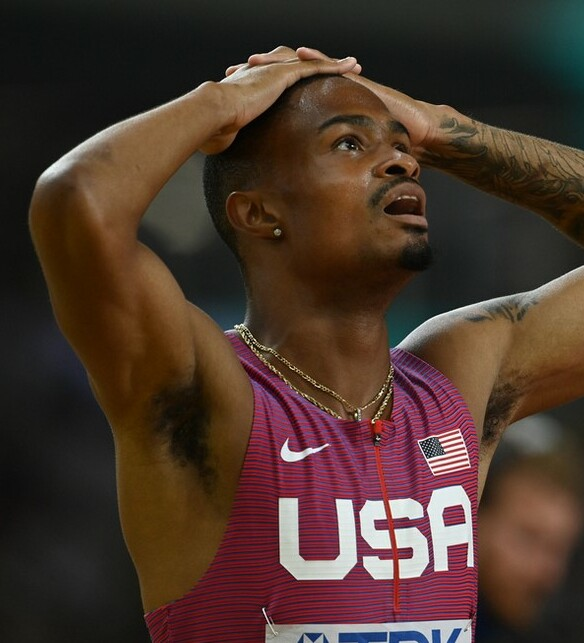
Bronzemedaillengewinner Quincy Hall